# Essex House
Essex House fu un palazzo fatto costruire a Londra intorno al 1575 da Robert Dudley, I conte di Leicester e originariamente chiamato Leicester House. Venne rinominata Essex House dopo essere stata ereditata da Robert Devereux, II conte di Essex nel 1588.
La proprietà occupava il luogo in cui l'Outer Temple, parte della sede londinese dei cavalieri templari, era stato precedentemente costruito, ed era immediatamente adiacente al Middle Temple, poi uno dei quattro principali Inn of court.

## Storia
La casa fronteggiava la Strand ed era di notevoli dimensioni; nel 1590 si contavano 42 stanze da letto, più una galleria di ritratti, cucine, rimesse, un salone per banchetti e una cappella.
La madre di Essex, Lettice Knollys, affittò la casa per un periodo ma la occupò più tardi col nuovo marito Sir Christopher Blount, insieme al figlio e alla sua famiglia.
Dopo l'esecuzione capitale di Blount e di Essex, ella continuò a viverci fino alla morte, lasciando parte dell'edificio a James Hay, I conte di Carlisle. 
La casa poi divenne proprietà di Robert Devereux, III conte di Essex, che l'affittò in parte a suo cognato William Seymour, I marchese di Hertford. 
Dopo la Guerra civile inglese, la famiglia lasciò la proprietà a causa dei debiti. Dopo la Restaurazione e la morte di William Seymour, Sir Orlando Bridgeman visse nella dimora per lungo tempo.
Quando la duchessa Somerset morì nel 1674, la lasciò a sua nipote, il cui marito Sir Thomas Thynne, vendette l'edificio insieme alle terre adiacenti.
La maggior parte del palazzo fu demolita tra il 1674 e il 1679. Su una parte dell’area occupata dall’edificio venne costruita Essex Street.